# Креппен
Креппен (нім. Kröppen) — громада в Німеччині, розташована в землі Рейнланд-Пфальц. Входить до складу району Південно-Західний Пфальц. Складова частина об'єднання громад Пірмазенс-Ланд.
Площа — 10,5 км2. Населення становить 695 ос. (станом на 31 грудня 2020).